# Ален Шкет
Ален Шкет (словен. Alen Šket; нар. 28 березня 1988, Словень Градець) — словенський волейболіст, діагональний, гравець збірної Словенії та словенського клубу ACH Volley (Любляна).

## Життєпис
Народився 28 березня 1988 року в м. Словень Градець.
Грав, зокрема, у складі італійського клубу «Каса Модена», турецьких клубів «Фенербахче» (серед одноклубників, зокрема, Юрій Гладир у сезоні 2017—2018), «Галкбанк», «Афйон Беледіє Юнташ».

### Досягнення
збірна
- Віцечемпіон Європи 2015, 2019, 2021 років

клубні
- Чемпіон Словенії 2021 (серед одноклубників — Євген Кисилюк[4])